# Novojolmske
Novojolmske  (ucraniano: Новохолмське) es una localidad del Raión de Bolhrad en el Óblast de Odesa de Ucrania. Según el censo de 2025, tiene una población de 98 habitantes.